# Бруксбург (Индијана)
Бруксбург (енгл. Brooksburg) град је у америчкој савезној држави Индијана.

## Демографија
По попису из 2010. године број становника је 81, што је 7 (9,5%) становника више него 2000. године.
| Група             | 2000.      | 2010.      |
| Белци             | 73 (98,6%) | 80 (98,8%) |
| Афроамериканци    | 0 (0,0%)   | 1 (1,2%)   |
| Азијати           | 0 (0,0%)   | 0 (0,0%)   |
| Хиспаноамериканци | 0 (0,0%)   | 0 (0,0%)   |
| Укупно            | 74         | 81         |